# アブドゥライェ・ディアビ
アブドゥライェ・ディアビ（フランス語: Abdoulaye Diaby、2000年7月4日 - ）は、マリ共和国のサッカー選手。ポジションはDF。

## クラブ歴
ジョリバACの下部組織から2018年にロイヤル・アントワープFCの下部組織に移った。2019年夏にプロキシマス・リーグのスポルティング・ロケレンに期限付き移籍し、9月8日の試合で選手初出場。
2021年6月21日、ウーイペシュトFCに移籍した。
2023年6月25日、FCザンクト・ガレンに移籍した。

## 代表歴
アンダー代表として2017 FIFA U-17ワールドカップ、2019 FIFA U-20ワールドカップに出場した。